# Нава (богиња)
Нава је аријска богиња. Етимологија имена аријске богиње подупире претпоставку сер Џона Риса у Студијама, који је повезао Авалон са Abalach келтском богињом Нава. Један облик њеног имена носи сестра Арторова, Морган ла Феј или Морана, један од облика имена српске богиње Смрти. Атрибут богиње Наве је јабука, као симбол плодности.